# La mitad del cielo
La mitad del cielo és una pel·lícula espanyola estrenada el 1986. Escrita i dirigida per Manuel Gutiérrez Aragón i protagonitzada per Ángela Molina, va ser Conquilla d'Or a la millor pel·lícula i Conquilla de Plata a la millor actriu al Festival de Cinema de Sant Sebastià. També fou candidata espanyola a l'Oscar a la millor pel·lícula de parla no anglesa.

## Argument
El 1959 a una vall de Cantàbria, Rosa, filla d'una humil família, es casa amb un afilador, un rodamón dels camins, que mor més tard a la presó. Rosa, amb la seva filla Olvido, se'n va viure a Madrid, on es col·loca de mestressa de cria a casa de Don Pedro, un cap de proveïments. Gràcies a ell, aconsegueix un lloc de casquería en un important mercat i des d'aquí comença una meteòrica carrera. Obre un restaurant que es converteix en centre de reunió de polítics, intel·lectuals, homes d'empresa…

## Repartiment
- Ángela Molina - Rosa
- Margarita Lozano - Abuela
- Fernando Fernán Gómez - Don Pedro
- Antonio Vicente Valero Osma - José
- Nacho Martínez - Delgado
- Santiago Ramos - Antonio
- Carolina Silva - Olvido
- Francisco Merino - Ramiro
- Enriqueta Carballeira - Germana de Rosa

## Palmarès cinematogràfic
Festival Internacional de Cinema de Sant Sebastià
| Categoria                             | Persona                               | Resultat   |
| ------------------------------------- | ------------------------------------- | ---------- |
| Conquilla d'Or a la millor pel·lícula | Conquilla d'Or a la millor pel·lícula | Guanyadora |
| Conquilla de Plata a la millor actriu | Ángela Molina                         | Guanyadora |

1a edició dels Premis Goya
| Categoria                  | Persona/Grup      | Resultat  |
| -------------------------- | ----------------- | --------- |
| Millor pel·lícula          | Millor pel·lícula | Candidata |
| Millor actriu protagonista | Ángela Molina     | Candidata |
| Millor música original     | Milladoiro        | Guanyador |
| Millor fotografia          | José Luis Alcaine | Candidat  |
| Millor disseny de vestuari | Gerardo Vera      | Candidat  |

Fotogramas de Plata 1986
| Categoria                   | Persona                     | Resultat   |
| --------------------------- | --------------------------- | ---------- |
| Millor pel·lícula espanyola | Millor pel·lícula espanyola | Guanyadora |
| Millor actriu de cinema     | Ángela Molina               | Guanyadora |
| Millor actor de cinema      | Fernando Fernán Gómez       | Guanyador  |
| Millor actor de cinema      | Nacho Martínez              | Candidat   |

Premis ACE (Nova York)
| Categoria                | Persona          | Resultat   |
| ------------------------ | ---------------- | ---------- |
| Millor actriu secundària | Margarita Lozano | Guanyadora |

## Comentaris del director
El títol de la pel·lícula té el seu origen en una frase de Confuci'. Com a la Xina les dones han estat sempre maltractades, alguns filòsofs van intentar dignificar el seu paper, i per aquest motiu Confuci digués que les dones eren la meitat del cel.